# Федьковка (Свердловская область)
Федько́вка — село в Невьянском районе Свердловской области России. Входит в Невьянский муниципальный округ. Расположено при впадении реки Горелки в Нейву.

## География
Федьковка расположена к востоку от Уральских гор. Находится к северо-северо-западу от Екатеринбурга, 8 километрах по прямой и в 12 километрах по автодороге к юго-юго-востоку от районного центра — города Невьянска.
Федьковка расположена по берегам реки Горелки, в нижнем течении. Село протянулось по берегам реки приблизительно на километр. В западной части села Горелка впадает справа в Нейву, которая чуть ниже по течению образует Невьянский пруд.
От Федьковки есть подъезд к Серовскому тракту и к старому Верхотурскому тракту (через посёлок Ребристый). Расстояние от села до ближайшей железнодорожной станции Шурала — 4 километра.

## История
Поселение образовалось до 1698 года.

### Федьковский железоделательный казённый завод
По Указу Петра I от 11 сентября 1698 года было начато строительство казённого железоделательного завода под деревней Федьковкой Верхотурского уезда, на речке Нейве, и назван завод был сначала Федьковским. В 1702 году завод был передан Никите Демидову и стал называться Невьянским заводом.
В XIX и начале XX веков деревня Федьковка входила в состав Шуралинской волости Екатеринбургского уезда Пермской губернии (до 1919 г.) и затем Екатеринбургской губернии (в 1919—1923 гг.).
В деревне имелось два промышленных заведения, три кабака и две торговые лавки.
Согласно подворной переписи 1887 года, население Федьковки состояло из 761 жителя (374 мужчины и 387 женщин), проживавших в 168 дворах. Грамотными были только 46 мужчин и 23 женщины, учащихся — 22.

### Прокопиевская церковь
В 1869 году в деревне имелась одна православная часовня, позднее перестроенная в деревянную однпрестольную церковь. Церковь была освящена во имя праведного Прокопия Устюжского 20 июня 1882 года. В 1919—1920 годах в церкви служил священник Иоанн (Вишневский), расстрелянный в 1920 году и прославленный как священномученик в Соборе новомучеников и исповедников Российских в 2002 году. В 1938 году церковь Прокопия Устюжского была закрыта.

## Население
Долговременная динамика численности населения:
| Численность населения | Численность населения | Численность населения | Численность населения | Численность населения | Численность населения | Численность населения | Численность населения | Численность населения | Численность населения | Численность населения | Численность населения |
| 1858                  | 1869                  | 1887                  | 1926                  | 1937                  | 1939                  | 1959                  | 1970                  | 1979                  | 1989                  | 2002                  | 2010                  |
| --------------------- | --------------------- | --------------------- | --------------------- | --------------------- | --------------------- | --------------------- | --------------------- | --------------------- | --------------------- | --------------------- | --------------------- |
| н/д                   | 669                   | 761                   | 792                   | н/д                   | н/д                   | н/д                   | н/д                   | н/д                   | н/д                   | 169                   | 163                   |

## Инфраструктура
В Федьковке есть дом культуры, фельдшерский пункт, почтовое отделение и продуктовый магазин. В селе три улицы: Калинина, Ленина и Свердлова.
Добраться до села можно на автобусе из Невьянска.